# Nelson Piquet mlajši
Nelson Angelo Piquet (tudi Nelson Piquet mlajši ali Nelsinho Piquet), brazilski dirkač Formule 1, * 25. julij 1985, Heidelberg, Nemčija.
Nelson Angelo Piquet se je rodil 25. julija 1985 v nemškem mestu Heidelberg kot sin trikratnega prvaka Formule 1 Nelsona Piqueta. Prvi večji uspeh je dosegel v sezoni 2002, ko je osvojil naslov prvaka Južnoameriške Formule 3. Nato se je preselil v prvenstvo Britanske Formule 3 v drugem delu sezone 2003, kjer je s šestimi zmagami osvojil tretje mesto v prvenstvu, v svoji prvi celi sezone 2004 pa je s šestimi zmagami, petimi najboljšimi štartnimi položaji in štirimi najhitrejšimi krogi osvojil naslov prvaka. Nato se je preselil v serijo GP2, kjer je v sezoni 2005 osvojil osmo mesto v prvenstvu z eno zmago, v  sezoni 2006 pa se je za naslov prvaka vse do konca boril z Lewisom Hamiltonom, na koncu pa je s štirimi zmagami osvojil drugo mesto v prvenstvu. V sezoni 2007 je bil testni dirkač Renaulta, v sezoni 2008 pa stalni dirkač ob dvakratnem prvaku Fernandu Alonsu. Sredi sezone 2009 ga je zaradi slabih rezultatov pri Renaultu nadomestil Romain Grosjean, od dirke za Veliko nagrado Evrope. 

## Dirkaški rezultati

### Pregled rezultatov
| Sezona  | Serija                  | Moštvo                   | Dirke         | Pole          | Zmage         | Toč           | Prv           |
| ------- | ----------------------- | ------------------------ | ------------- | ------------- | ------------- | ------------- | ------------- |
| 2001    | Južnoameriška Formula 3 | Piquet Sports            | 7             | 1             | 1             | 77            | 5.            |
| 2002    | Južnoameriška Formula 3 | Piquet Sports            | 17            | 16            | 13            | 296           | 1.            |
| 2003    | Britanska Formula 3     | Piquet Sports            | 23            | 8             | 6             | 231           | 3.            |
| 2003    | Velika nagrada Macaa    | ?                        | 1             | 0             | 0             | ?             | 8.            |
| 2003    | Masters Formule 3       | Piquet Sports            | 1             | 1             | 0             | ?             | 2.            |
| 2003    | F3 Korean Superprix     | HiTech Racing            | 1             | 0             | 0             | ?             | 3.            |
| 2004    | Britanska Formula 3     | Piquet Sports            | 24            | 5             | 6             | 282           | 1.            |
| 2004    | Evropska Formula 3      | Piquet Sports            | 1             | 1             | 0             | ?             | 4.            |
| 2004    | Velika nagrada Macaa    | Piquet Sports            | 1             | 0             | 0             | ?             | 10.           |
| 2004    | Masters Formule 3       | Piquet Sports            | 1             | 0             | 0             | ?             | 8.            |
| 2004    | Bahrain F3 Superprix    | Piquet Sports            | 1             | 0             | 0             | ?             | NC            |
| 2004    | Porsche Supercup        | Porsche AG VIP Team      | 1             | 0             | 0             | 0             | NC            |
| 2005    | Serija GP2              | HiTech-Piquet Sports     | 22            | 0             | 1             | 46            | 8.            |
| 2005-06 | A1 Grand Prix           | Brazil                   | 14            | 2             | 2             | 71*           | 6.*           |
| 2006    | Serija GP2              | Piquet Sports            | 21            | 6             | 4             | 102           | 2.            |
| 2006    | 24 ur Le Mansa          | Russian Age Racing (GT1) | 1             | 0             | 0             | ?             | 4.            |
| 2006    | Mil Milhas Brasil       | Cirtek Motorsport (GTP1) | 1             | 0             | 1             | ?             | 1.            |
| 2007    | Formula 1               | Renault                  | Testni dirkač | Testni dirkač | Testni dirkač | Testni dirkač | Testni dirkač |
| 2008    | Formula 1               | Renault                  | 18            | 0             | 0             | 19            | 12.           |
| 2009    | Formula 1               | Renault                  | 10            | 0             | 0             | 0             | 21.           |

* Vključuje točke celotnega moštva Team Brazil.

### GP2
(legenda) (odebeljene dirke pomenijo najboljši štartni položaj, poševne najhitrejši krog)
| Leto | Moštvo               | 1          | 2         | 3         | 4         | 5           | 6          | 7         | 8           | 9           | 10          | 11          | 12        | 13        | 14          | 15          | 16        | 17        | 18        | 19          | 20        | 21         | 22          | 23         | DC | Toč |
| ---- | -------------------- | ---------- | --------- | --------- | --------- | ----------- | ---------- | --------- | ----------- | ----------- | ----------- | ----------- | --------- | --------- | ----------- | ----------- | --------- | --------- | --------- | ----------- | --------- | ---------- | ----------- | ---------- | -- | --- |
| 2005 | HiTech/Piquet Racing | SMR FEA 14 | SMR SPR 6 | ESP FEA 5 | ESP SPR 2 | MON FEA 11  | EUR FEA 5  | EUR SPR 3 | FRA FEA Ret | FRA SPR DSQ | GBR FEA Ret | GBR SPR Ret | GER FEA 3 | GER SPR 8 | HUN FEA Ret | HUN SPR 10  | TUR FEA 4 | TUR SPR 6 | ITA FEA 3 | ITA SPR Ret | BEL FEA 1 | BEL SPR 14 | BHR FEA Ret | BHR SPR 15 | 8. | 46  |
| 2006 | Piquet Sports        | VAL FEA 1  | VAL SPR 4 | SMR FEA 5 | SMR SPR 2 | EUR FEA Ret | EUR SPR 19 | ESP FEA 4 | ESP SPR 2   | MON FEA Ret | GBR FEA 4   | GBR SPR 5   | FRA FEA 4 | FRA SPR 2 | GER FEA 13  | GER SPR DNS | HUN FEA 1 | HUN SPR 1 | TUR FEA 1 | TUR SPR 5   | ITA FEA 2 | ITA SPR 6  |             |            | 2. | 102 |

### Formula 1
(legenda) (odebeljene dirke pomenijo najboljši štartni položaj, poševne pa najhitrejši krog, †-uvrščen kljub odstopu)
| Leto | Moštvo              | Šasija      | Motor               | 1       | 2      | 3       | 4       | 5      | 6       | 7       | 8     | 9      | 10     | 11    | 12    | 13      | 14     | 15      | 16    | 17    | 18      | Prv | Toč |
| ---- | ------------------- | ----------- | ------------------- | ------- | ------ | ------- | ------- | ------ | ------- | ------- | ----- | ------ | ------ | ----- | ----- | ------- | ------ | ------- | ----- | ----- | ------- | --- | --- |
| 2008 | ING Renault F1 Team | Renault R28 | Renault RS27 2.4 V8 | AVS Ret | MAL 11 | BAH Ret | ŠPA Ret | TUR 15 | MON Ret | KAN Ret | FRA 7 | VB Ret | NEM 2  | MAD 6 | EU 11 | BEL Ret | ITA 10 | SIN Ret | JAP 4 | KIT 8 | BRA Ret | 12. | 19  |
| 2009 | ING Renault F1 Team | Renault R29 | Renault RS27 2.4 V8 | AVS Ret | MAL 13 | KIT 16  | BAH 10  | ŠPA 12 | MON Ret | TUR 16  | VB 12 | NEM 13 | MAD 12 | EU    | BEL   | ITA     | SIN    | JAP     | BRA   | ABU   |         | 21. | 0   |